# Hołobok
Hołobok pierwotnie pojawił się jako herb rycerski (Hołobog, Gołobok, Medium Ołobok, Salmonis, Salmo) – herb szlachecki.

## Opis herbu
Pół łososia srebrnego od głowy w polu czerwonym, głową do góry, grzbietem w lewo obróconego. W klejnocie taki sam łosoś między dwiema trąbami.

## Najwcześniejsze wzmianki
Pieczęcie: Piotra Czekowskiego z 1464r i Piotra de Brańcze, sędziego ziemskiego lwowskiego. Na obu pieczęciach połułosoś jest jednak w pas.

## Herbowni
Barcicki, Bierult, Birula (Białynicki-), Borecki, Borowiusz, Branicki, Ceber, Cebrowski, Cedrowski, Cekowski, Czekowski, Czesach, Czesaw, Czajkowski, Droźwiński, Głowniewski, Główczewski, Herejko, Hołdakowski, Hołobok, Latyczyński, Lipnicki, Łuszczyc, Nieczwojewski, Niezwojewski, Niklowicz, Nikłowski, Olkowski, Osielski, Olszamowski, Piktanowicz, Ratuld, Tarło, Unisławski, Wirkowski, Zrudzki.